# Tapete de Caxã
O Tapete de Caxã é um tipo de tapete persa.
A fabricação foi interrompida em Caxã entre a invasão afegã (1722) e o fim do século XIX. A reativação da produção ocorreu com tapetes de lã de qualidade superior. Os primeiros exemplares desta mais recente tecelagem chamam-se Kashan Motashemi, provavelmente o nome de um artesão.

## Descrição
Os tapetes de Caxã estão entre os melhores do Irã graças à qualidade de sua lã, e sua amarração extraordinariamente densa e à beleza do colorido e dos desenhos.
O fundo é quase sempre adornado por um medalhão central que termina em cima e em baixo por duas coroas floridas. No restante do fundo entrelaçam-se flores e folhagens. Muitas vezes a borda é adornada com o motivo hérati na banda central e com rosáceas nas bandas secundárias.
Algumas peças são temáticas e tecidas em seda. O fundo dos tapetes de Caxã é geralmente de cor vermelho ou azul escuro. Um tapete com fundo azul escuro normalmente tem o medalhão e as bordas vermelhas, e vice-versa.
O panj rang ("cinco cores") é tecido somente com lãs de cinco cores. Geralmente o fundo é de cor marfim e os motivos apresentam diferentes tonalidades de bege, cinza e azul celeste.